# Hedžhotep
| T3 | R4 · t · p | A40 |

| T3 | R4 · t · p | A40 |

Hedžhotep (ḥḏ-ḥtp) byl egyptský bůh látek a oděvů a v menší míře tkaní a zemřelých. Bůh Hedžhotep je někdy popisován spíše jako bohyně.
První zmínky o Hedžhotepovi pocházejí z 12. dynastie, objevuje se v Textech rakví.
V Nové říši nabývá Hedžhotep role léčivého boha.
Je častěji uctíván až v období pozdním, ptolemaiovském a římském. Nahrazuje boha Hora jako syna Eset ve scénách, při nichž se obětuje oblečení.